# International Computer and Information Literacy Study
Die International Computer and Information Literacy Study (ICILS) ist eine international vergleichende Schulleistungsuntersuchung, die seit 2013 im fünfjährigen Turnus durchgeführt wird. Die Leitung des internationalen Forschungszentrums der Studie lag in den Studienzyklen ICILS 2013 und ICILS 2018 beim Australian Council for Educational Research (ACER) und nunmehr für ICILS 2023 bei der International Association for the Evaluation of Educational Achievement (IEA). Die Studie ICILS wird im Digital Education Action Plan als Bildungsmonitoring-Studie gelistet.
Die Studie untersucht computer- und informationsbezogene Kompetenzen von Achtklässlerinnen und Achtklässlern sowie schulische und außerschulische Rahmenbedingungen hinsichtlich des Erwerbes von Kompetenzen im Umgang mit digitalen Medien. Mit ICILS 2018 realisierte die IEA zudem erstmals ein Zusatzmodul für den Kompetenzbereich ‚Computational Thinking‘.
Deutschland ist an den Zyklen ICILS 2013, ICILS 2018 und ICILS 2023 beteiligt. Das nationale Forschungszentrum für Deutschland liegt aktuell an der Universität Paderborn unter der Leitung von Birgit Eickelmann. Das Bundesland Nordrhein-Westfalen nimmt als Benchmark-Teilnehmer an ICILS 2018 und ICILS 2023 teil.

## Allgemeine Informationen zur Studie ICILS

### Untersuchungsgegenstand und Testinstrumente

#### Computer- und informationsbezogene Kompetenzen
Mit ICILS 2013 wurden erstmals computerbasiert, mithilfe eines international elaborierten Instrumentariums, computer- und informationsbezogene Kompetenzen von Jugendlichen der 8. Klasse empirisch abgesichert getestet. Computer- und informationsbezogene Kompetenzen werden im Rahmen der ICILS-Studien als „individuelle Fähigkeiten einer Person definiert, die es ihr erlauben, Computer und neue Technologien zum Recherchieren, Gestalten und Kommunizieren von Informationen zu nutzen und diese zu bewerten, um am Leben im häuslichen Umfeld, in der Schule, am Arbeitsplatz und in der Gesellschaft erfolgreich teilzuhaben“.

#### Computational Thinking
Seit ICILS 2018 realisiert die IEA zudem ein Zusatzmodul für den Kompetenzbereich ‚Computational Thinking‘, der aktuell wie folgt definiert wird: „Computational Thinking bezieht sich auf die Fähigkeit einer Person, Aspekte realweltlicher Probleme zu identifizieren, die für eine [informatische] Modellierung geeignet sind, algorithmische Lösungen für diese (Teil-)Probleme zu bewerten und selbst so zu entwickeln, dass diese Lösungen mit einem Computer operationalisiert werden können (Fraillon et al., 2019, eigene Übersetzung). Die Modellierungs- und Problemlösungsprozesse sind dabei von einer Programmiersprache unabhängig“.

#### Rahmenbedingungen des Lehrens und Lernens mit digitalen Medien
Darüber hinaus werden in ICILS schulische und außerschulische Rahmenbedingungen hinsichtlich des Erwerbes von Kompetenzen im Umgang mit digitalen Medien entlang eines theoretischen Rahmenmodells erfasst. Hierzu gehören u. a. Aspekte der Professionalisierung der Lehrkräfte, die technische Ausstattungen an den Schulen und die Nutzung digitaler Medien in und außerhalb der Schule. Die Rahmenbedingungen werden aus der Perspektive der Lehrkräfte, der IT-Koordinatorinnen und IT-Koordinatoren, der Schulleitungen und der Schülerinnen und Schüler erhoben.

### Informationen zu den Studienzyklen

#### ICILS 2013
Mit der IEA-Studie ICILS 2013 wurden erstmals im internationalen Vergleich computer- und informationsbezogene Kompetenzen von Jugendlichen gemessen, sowie die schulischen und außerschulischen Rahmenbedingungen ihres Erwerbs, empirisch elaboriert, erfasst. In diesem Kontext wurde zudem erstmals auf der Grundlage theoretischer Vorarbeiten und schließlich unter Einbezug der empirischen Ergebnisse ein Kompetenzstufenmodell für den Bereich der computer- und informationsbezogenen Kompetenzen entwickelt. An ICILS 2013 beteiligten sich international 20 Bildungssysteme, darunter Australien, Dänemark, Chile und Deutschland.
Das nationale Forschungszentrum für Deutschland für ICILS 2013 lag am Institut für Schulentwicklungsforschung in Dortmund in Kooperation mit der Universität Paderborn. Die Leitung der Studie unterlag dem National Research Coordinator (NRC) Wilfried Bos, sowie der NRC Birgit Eickelmann.
ICILS 2013 in Deutschland wurde durch das Bundesministerium für Bildung und Forschung (BMBF) sowie mit Unterstützung aus Mitteln der Europäischen Kommission finanziert. Die Deutsche Telekom Stiftung finanzierte zudem ein Vertiefungsmodul, mit welchem untersucht wurde, inwieweit die schulische und außerschulische computer- und informationsbezogene Medienbildung von Jugendlichen verknüpft sind. Die Kultusministerkonferenz (KMK) hat den Feldzugang für ICILS 2013 in Deutschland gewährt und unterstützt die Durchführung der Studie.
Der gewonnene Datensatz wurde von der IEA und dem Forschungsdatenzentrum (FDZ) für weitere Analysen bereitgestellt.

#### ICILS 2018
Mit der Studie ICILS 2018 (International Computer and Information Literacy Study 2018) realisierte die IEA, nach ICILS 2013, zum zweiten Mal die Durchführung einer international vergleichenden Schulleistungsstudie, die mithilfe eines international entwickelten und elaborierten Instrumentariums, empirisch abgesichert, Schülerkompetenzen, im Bereich der höchstrelevanten computer- und informationsbezogenen Kompetenzen in den an der Studie teilnehmenden Staaten, erfasste. An ICILS 2018 nahmen 14 Bildungssysteme teil, darunter Chile, Dänemark, Kasachstan, Uruguay, die Vereinigten Staaten und Deutschland. Zudem nahm Nordrhein-Westfalen als sogenannter Benchmark-Teilnehmer an ICILS 2018 teil. Erstmals realisierte die IEA, im Rahmen von ICILS 2018 als Zusatzoption (international option), für die an ICILS 2018 teilnehmenden Länder, ein Zusatzmodul für den Kompetenzbereich ‚Computational Thinking‘, an dem auch Deutschland teilnahm. Für die Realisierung des Zusatzmoduls wurden computerbasierte Schülertests entwickelt und eingesetzt. Über eine Erweiterung der ICILS 2018-Hintergrundfragebögen wurden gezielt Informationen zum Erwerb der Kompetenzen erhoben. Das nationale Forschungszentrum Deutschland lag für ICILS 2018 an der Universität Paderborn unter der Leitung von Birgit Eickelmann. Die Studie wurde vom Bundesministerium für Bildung und Forschung (BMBF) gefördert. Die Kultusministerkonferenz (KMK) hat den Feldzugang für ICILS 2018 in Deutschland gewährt und unterstützt die Durchführung der Studie.
Mittels einer Stichprobenerweiterung (Oversampling) von 80 zusätzlichen Schulen in Nordrhein-Westfalen, die ergänzend zur Stichprobe von ICILS 2018 in Deutschland gezogen wurden, konnten mit der Berichtlegung der Studie erstmals Ergebnisse für NRW erzielt werden. Neben den computer- und informationsbezogenen Kompetenzen der Achtklässlerinnen und Achtklässler sowie den Rahmenbedingungen des Kompetenzerwerbs, wurden auch in NRW die Kompetenzen im Bereich ‚Computational Thinking‘ erfasst.
Die wissenschaftliche Leitung für ICILS 2018-NRW hatte Birgit Eickelmann (NRC) Universität Paderborn, inne. Das Ministerium für Schule und Bildung des Landes Nordrhein-Westfalen (MSB) finanzierte ein Oversampling (Stichprobenerweiterung) für ICILS-2018-NRW.
Die Daten der deutschen Erhebungen stehen auch anderen Forschenden auf den Seiten der IEA und auf Antrag am Forschungsdatenzentrum am Institut zur Qualitätsentwicklung im Bildungswesen für Re- und Sekundäranalysen zur Verfügung. Auf diese Weise kann die Studie auch über den ursprünglich geplanten Rahmen hinaus für die Forschung von Nutzen sein.
Im Rahmen des Projektes ICILS 2018-Transfer wurden ausgehend von den Ergebnissen und Daten der ICILS-2018-Studie für Deutschland (upb.de/icils2018) Materialien für die Schulentwicklungsarbeit erstellt (z. B. Selbstevaluationsbögen). Die Ergebnisse richten sich an Schulen sowie an die Bildungsadministration und pädagogischen Landesinstitute als Unterstützung bei der Gestaltung von Schulentwicklungsprozessen sowie der Gestaltung der Lehrkräfteaus- und -fortbildung und der Qualifizierung von Schulleitungen und Schulaufsicht.

#### ICILS 2023
Mit der Studie ICILS 2023 realisiert die IEA den dritten Zyklus der Studie. Erneut werden im internationalen Vergleich, die Schülerkompetenzen im Bereich der computer- und informationsbezogenen Kompetenzen erfasst. An ICILS 2023 werden über 30 Bildungssysteme teilnehmen, darunter z. B. Österreich, Dänemark, Deutschland, Griechenland, die Republik Korea, und der sogenannte Benchmark-Teilnehmer Nordrhein-Westfalen.
Wie bereits im Rahmen der Studie ICILS 2018, wird die Studie durch ein Zusatzmodul zum Kompetenzbereich ‚Computational Thinking‘ ergänzt, an dem Deutschland und Nordrhein-Westfalen erneut teilnehmen. Die Datenerhebung ist für Frühjahr bzw. Frühsommer 2023 geplant. Die Ergebnisse der Studie ICILS 2023 werden im November 2024 veröffentlicht. Im Anschluss sind weitere Transferprodukte für die Schulentwicklungsarbeit geplant.
Die Studie ICILS 2023 wird in Deutschland vom Bundesministerium für Bildung und Forschung (BMBF) im Förderzeitraum vom 1. Januar 2021 bis 30. Juni 2026 gefördert. Die internationalen Teilnahmegebühren der Studie werden von der Europäischen Kommission in EU-Mitgliedsstaaten kofinanziert.
Mit der vom Ministerium für Schule und Bildung des Landes Nordrhein-Westfalen geförderten Studie ICILS 2023-NRW beteiligt sich NRW zum zweiten Mal als Benchmark-Teilnehmer an der International Computer and Information Literacy Study (ICILS 2023). Die Studie wird im Förderzeitraum (vom 1. November 2021 bis 31. Dezember 2025) gefördert. Die wissenschaftliche Leitung für ICILS 2023-NRW obliegt Kerstin Drossel, Universität Paderborn.

## Ergebnisse von ICILS

### ICILS 2013
Die internationale und nationale Berichtlegung für ICILS 2013 erfolgte am 20. November 2014.
Die Ergebnisse wurden in Form eines internationalen Berichtsbandes und eines nationalen Berichtsbandes veröffentlicht.

#### Computer- und informationsbezogene Kompetenzen von Schülerinnen und Schülern in Deutschland
Die ermittelten computer- und informationsbezogenen Kompetenzen wurden mit der Studie ICILS 2013 wie folgt ausgewertet:
„Achtklässlerinnen und Achtklässler in Deutschland erreichen mit einem Mittelwert von 523 Leistungspunkten ein Kompetenzniveau, das sich im internationalen Vergleich im Mittelfeld der Länderrangreihe einordnet. Dieser Mittelwert ist vergleichbar mit dem Mittelwert der Vergleichsgruppe EU (525 Punkte), liegt aber signifikant über dem internationalen Mittelwert (500 Punkte), sowie signifikant über dem Mittelwert der Vergleichsgruppe OECD (516 Punkte). Die durchschnittliche Leistungsstreuung in Deutschland beträgt 78 Punkte.“
Die Ergebnisse der International Computer and Information Literacy Study (ICILS 2013) für Deutschland im internationalen Vergleich wurden am 20. November 2014 vorgestellt. Zeitgleich dazu präsentierte die IEA die internationalen Ergebnisse von ICILS 2013.

### ICILS 2018
Die internationale und nationale Berichtlegung für ICILS 2018 erfolgte am 5. November 2019.
Die Ergebnisse wurden in Form eines internationalen und eines nationalen Berichtsbandes veröffentlicht. Für NRW wurden zeitgleich ebenfalls erste Ergebnisse vorgelegt.
Im Anschluss an die Berichtlegung wurden die Ergebnisse in Form einer Transferbroschüre und darin enthaltenen editierbaren Selbsteinschätzungsbögen für Schulen und die beteiligten Akteure aufbereitet.

#### Computer- und informationsbezogene Kompetenzen von Schülerinnen und Schülern

##### In Deutschland
Die ermittelten computer- und informationsbezogenen Kompetenzen wurden mit der Studie ICILS 2018 wie folgt ausgewertet:
„Im Ergebnis zeigt sich, dass sich die mittleren Kompetenzen der Achtklässlerinnen und Achtklässler in Deutschland mit 518 Punkten nicht signifikant von den mittleren Kompetenzen in ICILS 2013 (523 Punkte) unterscheiden. Die mittleren Kompetenzen in Deutschland liegen – wie schon in 2013 – signifikant über dem internationalen Mittelwert (496 Punkte) und im mittleren Bereich der Länderrangreihe. Der Mittelwert der Vergleichsgruppe EU (509 Punkte) liegt signifikant unter dem mittleren Kompetenzwert von Deutschland.“

##### In Nordrhein-Westfalen
Die ermittelten computer- und informationsbezogenen Kompetenzen wurden mit der Studie ICILS 2018 NRW wie folgt ausgewertet:
„Achtklässlerinnen und Achtklässler in Nordrhein-Westfalen erreichen im Bereich der computer- und informationsbezogenen Kompetenzen ein mittleres Leistungsniveau von 515 Punkten. Damit liegt Nordrhein-Westfalen im mittleren Bereich des Länderrankings der Studie ICILS 2018.“

#### Kompetenzen im Bereich ‚Computational Thinking‘ von Schülerinnen und Schülern

##### In Deutschland
Die ermittelten Kompetenzen im Bereich ‚Computational Thinking‘ wurden mit der Studie ICILS 2018 wie folgt ausgewertet:
„Achtklässlerinnen und Achtklässler in Deutschland erreichen im Mittel 486 Punkte im Kompetenzbereich ‚Computational Thinking‘. Die mittleren Kompetenzen der Schülerinnen und Schüler in Deutschland liegen damit signifikant unter dem internationalen Mittelwert (500 Punkte).“

##### In Nordrhein-Westfalen
Die ermittelten Kompetenzen im Bereich ‚Computational Thinking‘ wurden mit der Studie ICILS 2018 NRW wie folgt ausgewertet:
„In Nordrhein-Westfalen erreichen Achtklässlerinnen und Achtklässler im Kompetenzbereich ‚Computational Thinking‘ im Mittel 485 Leistungspunkte, mit einer Leistungsstreuung von 95 Leistungspunkten für die Standardabweichung. Dieser Kompetenzmittelwert für Nordrhein-Westfalen unterscheidet sich nicht signifikant vom entsprechenden mittleren Leistungsniveau der Achtklässlerinnen und Achtklässler in Deutschland (486 Punkte), liegt aber signifikant unter dem internationalen Mittelwert (500 Leistungspunkte).“

### ICILS 2023
Die internationale und nationale Berichtlegung von ICILS 2023 ist für November 2024 geplant.

## Rezeption und Datennutzung
Die Studie berücksichtigt die gesellschaftlichen und technischen Veränderungen im 21. Jahrhundert und untersucht diese mit zeitgemäßen Methoden der empirischen Bildungs- und Schulforschung. Aus diesem Grund und sind die erhobenen Daten auch für die Nachnutzung in Re- und Sekundäranalysen über den ursprünglich geplanten Rahmen hinaus von Wert und Interesse. Die Daten der deutschen Erhebungen wurden und werden daher jeweils an das Forschungsdatenzentrum am Institut zur Qualitätsentwicklung im Bildungswesen übergeben, wo sie anderen Forschenden auf Antrag zur Verfügung stehen.